# ماركو كولمان
ماركو كولمان (بالإنجليزية: Marco Coleman)‏ هو لاعب كرة قدم أمريكية أمريكي، ولد في 18 ديسمبر 1969 في دايتون في الولايات المتحدة.

## وصلات خارجية
- ماركو كولمان على موقع مرجع كرة القدم المحترفة.كوم (الإنجليزية)